# Paraguay Open
Il Paraguay Open è un torneo professionistico maschile di tennis giocato sulla terra rossa che fa parte dell'ATP Challenger Tour. Inaugurato nel 2024 ad Asunción, in Paraguay, il torneo fa parte della categoria Challenger 75.

## Albo d'oro

### Singolare
| Anno | Campione      | Finalista       | Punteggio        |
| ---- | ------------- | --------------- | ---------------- |
| 2025 | Emilio Nava   | Thiago Monteiro | 7–5, 6–3         |
| 2024 | Gustavo Heide | João Fonseca    | 7–5, 6(6)–7, 6–1 |

### Doppio
| Anno | Campioni                      | Finalisti                          | Punteggio |
| ---- | ----------------------------- | ---------------------------------- | --------- |
| 2025 | Vasil Kirkov Matías Soto      | Guillermo Durán Mariano Kestelboim | 6–3, 6–4  |
| 2024 | Boris Arias Federico Zeballos | Gonzalo Bueno Álvaro Guillén Meza  | 6–2, 6–2  |